# Piume pazze
Piume pazze è il secondo disco solista del cantautore italiano Mao, pubblicato e distribuito gratuitamente su internet nel 2010.

## Disco
Il disco è stato registrato e mixato all'Esagono Studio di Rubiera tra luglio e settembre 2009. Mao sulla genesi del disco: «La scorsa estate sono finito in studio all'Esagono - dove avevo già registrato “Casa” - e in un mese, praticamente da solo, ho registrato l'album convinto che in qualche modo ci sarebbe stata una soluzione discografica con la Mescal. Quando a settembre ho capito che non sarebbe successo, mi sono svegliato da questo sonno e ho deciso che l'avrei pubblicato da solo».

## Tracce
1. La mia soddisfazione – 4:05 (testo e musica: Mauro Gurlino)
2. La notte delle stelle di plastica – 3:25 (testo: Guido Catalano, Mauro Gurlino - musica: Davide Cappelletti, Mauro Gurlino)
3. Inafferrabile – 2:55 (testo: Giancarlo Pastore - musica: Mauro Gurlino)
4. Parole buone – 3:41 (testo: Giancarlo Pastore - musica: Mauro Gurlino)
5. Il sospetto di un'estate – 2:54 (testo e musica: Mauro Gurlino)
6. Shampino – 4:27 (testo e musica: Mauro Gurlino)
7. Piuma – 2:55 (testo: Mauro Gurlino, Giancarlo Pastore - musica: Mauro Gurlino)
8. Un dubbio – 3:09 (testo e musica: Mauro Gurlino)
9. Arturo – 3:41 (testo: Giancarlo Pastore - musica: Mauro Gurlino)
10. Bravo – 3:52 (testo: Giancarlo Pastore - musica: Mauro Gurlino)

## Videoclip
- 2010 - La mia soddisfazione (regia di Paolo Modugno)[1]
- 2010 - La mia soddisfazione (Director's Cut) (regia di Paolo Modugno)[2]

## Formazione
Tutte le canzoni sono cantate e suonate da Mao, eccetto:
- Claudio De Marco – batteria (2/3/4/5/6/7/8/9/10)
- Marco Parmiggiani – pedal steel guitar (2/3/8)
- Davide Bertolini – contrabbasso (4/7)
- Carlo Pinna – basso elettrico (2)